# Abbot-Schelfeis
Koordinaten: 72° 45′ S, 96° 0′ W
Das Abbot-Schelfeis ist ein antarktisches Schelfeis von rund 400 Kilometern Länge und etwa 80 Kilometern Breite, das an die Eights-Küste zwischen Kap Waite und dem Pfrogner Point angrenzt. Die Thurston-Insel liegt am nördlichen Ende der Westhälfte des Schelfeises. Andere Inseln entsprechender Größe wie die Sherman-Insel, die Carpenter-Insel, die Dustin-Insel, die Johnson-Insel, die McNamara-Insel, die Farwell-Insel und die Dendtler-Insel werden vom teilweise bzw. gänzlich von der Eisfläche umschlossen. 
Teilnehmer der United States Antarctic Service Expedition (1939–1941) sichteten das Schelfeis bei Überflügen im Jahr 1940; der Westteil wurde mithilfe von Luftaufnahmen der United States Navy in den Jahren 1946 und 1947 umrissen. Schließlich gelang es dem United States Geological Survey anhand von Luftaufnahmen aus dem Jahr 1966, die Gesamtausdehnung des Schelfeises kartografisch zu erfassen. Das Advisory Committee on Antarctic Names benannte es nach Konteradmiral James Lloyd Abbot Jr. (1918–2012), Kommandant der US-Marineunterstützungseinheiten in Antarktika von Februar 1967 bis Juni 1969.